# Symphostemon articulatus
Symphostemon articulatus là một loài thực vật có hoa trong họ Hoa môi. Loài này được I.M.Johnst. miêu tả khoa học đầu tiên năm 1924.